# Freya Ridings
Freya Ridings (Londres, 19 de abril de 1994) é uma cantora, compositora e pianista britânica.